# Округа департамента Жиронда
Во французский департамент Жиронда входят округа:
- Аркашон (Arcachon)
- Бордо (Bordeaux)
- Блай (Blaye)
- Лангон (Langon)
- Либурн (Libourne)
- Леспар-Медок (Lesparre-Médoc)

## Карта округов по годам

1800-1926.  Бле  Бордо  Леспар  Либурн  Ла-Реоль  Базас
1926-1942.  Бле  Бордо  Лангон  Либурн
1942-2006.  Бле  Бордо  Леспар-Медок  Лангон  Либурн
2006-2007.  Бле  Бордо  Леспар-Медок  Лангон  Либурн
2007-  Аркашон  Бле  Бордо  Леспар-Медок  Лангон  Либурн

## История
- 1790: создание департамента Жиронды с семью округами
- 1800: создание районов: Бордо, Базас, Блай, Леспарр, Либурн, Ла Реоль
- 1926: упразднение районов Леспарре и Реоли
- 1926: Базасский район перенесен в Лангон
- 1942: восстановление округа Леспар под названию города Леспар-Медок
- 2006: изменение границ районов Блайе, Бордо, Лангон и Леспарр-Медок[2]
- 2007: создание округа Аркашон

## Примечание
1. ↑  Populations légales 2016. INSEE (декабрь 2018). Дата обращения: 24 октября 2019. Архивировано 2 декабря 2020 года.
2. ↑  Arrêté préfectoral du 22 mars 2006 (page 48). Дата обращения: 16 марта 2020. Архивировано из оригинала 5 декабря 2008 года.